# Africa Unite
Africa Unite (zu deutsch etwa „Afrika, vereinige dich“) ist ein Lied von Bob Marley und seiner Band The Wailers. Es wurde auf dem Studioalbum Survival (1979) als sechstes von zehn Liedern veröffentlicht.
Africa Unite gehört zu den bekannteren Liedern von Marley, vor allem seit der Veröffentlichung eines Hip-Hop-Remixes durch Will.i.am von den Black Eyed Peas im Jahre 2005. Der Song wurde auf der Welttournee 1979 regelmäßig gespielt und auch von 1980 ist mindestens eine Live-Performance bekannt.

## Name
Der Name des Songs bezieht sich wie schon das Album „Survival“ und die anderen Lieder des Albums auf Afrika und die Notwendigkeit der Vereinigung der afrikanischen Völker und Nationen.

## Statistische Daten
Die Albumversion hat die Tonart e-Moll; auch auf Live-Auftritten wurde der Song in e-Moll gespielt. Die Dauer der Albumversion beträgt etwas weniger als drei Minuten.

## Liedtextbeschreibung
Der Liedtext beinhaltet den Aufruf an Afrika, sich zu vereinigen, da die afrikanischstämmigen Menschen in der Karibik und die Afroamerikaner bereit sind, aus Babylon (dem westlichen System) auszuwandern, um in ihre Heimat Afrika zurückzukehren. Die Rückkehr sei schon verkündet worden, drum solle es geschehen. Die afrikanischen Nationen sollen sich zum Wohle der Afrikaner in Afrika und der Afrikaner weltweit vereinigen, bevor es später wird, als sie denken. Auch nimmt Marley dabei Bezug auf sich selbst und seinen Rastafari-Glauben, indem er sagt, Afrika ist der Meilenstein seiner Vorväter und die Vereinigung solle auch zum Wohle seiner Kinder geschehen.

## Musikbeschreibung
Der Song beginnt mit einem kurzen Solo eines flötenähnlichen Holzblasinstruments, begleitet von einem afrikanisch klingenden Scat von Marley, der in den Refrain mündet. Neben dem Gesang Marleys ist die Begleitung der I-Threes zu hören und bei jedem Africa Unite zusätzlich die Instrumentalisten Tyrone Downie und Junior Marvin. Zum üblichen Offbeat, der vom Keyboard und der Rhythmusgitarre übernommen wird, gesellt sich der damals aufkommende Rockers-Reggaestil des Schlagzeugs. Insgesamt ist die Musik nicht typisch für den von Marley popularisierten Roots Reggae der 1970er-Jahre, sondern hat durch die Flöten einen afrikanischen Beiklang.

## Andere Versionen
Alternative Versionen (z. B. Dub-Versionen oder Neuaufnahmen) sind nicht bekannt, in den letzten Jahren wurden allerdings einzelne Demoaufnahmen des Songs im Internet veröffentlicht. 2005 remixte der US-amerikanische Hip-Hop-Künstler Will.i.am von den Black Eyed Peas den Song für die anlässlich des 60. Geburtstags Marleys veröffentlichte Kompilation Africa Unite: The Singles Collection; der Song wurde vor der offiziellen Veröffentlichung auf dem iTunes Music Store promotet. Dieser Remix beinhaltet neben dem Originalgesangspart von Marley und den I-Threes einen unterlegten Hip-Hop-Rhythmus und einen Rap-Part von Will.i.am; die Tonart dieses Remixes ist ebenfalls e-Moll und dauert etwas mehr als fünf Minuten.